# Schmalblättrige Wiesenraute
Die Schmalblättrige Wiesenraute oder Einfache Wiesenraute (Thalictrum simplex) ist eine Pflanzenart aus der Gattung Wiesenrauten (Thalictrum) innerhalb der Familie der Hahnenfußgewächse (Ranunculaceae). Sie ist in Eurasien weitverbreitet.

## Beschreibung
Die Schmalblättrige Wiesenraute ist eine sommergrüne, ausdauernde krautige Pflanze, die Wuchshöhen von 30 bis 10 Zentimeter erreicht. Sie besitzt eine kriechende Grundachse und ist kahl. Die Laubblätter sind im Umriss länglich, doppelt gefiedert mit länglichen oder linealen Fiedern. Die Fiederblättchen sind 3 bis 5 mm breit, oberseits matt, gelappt oder gezähnt. Populationen in Deutschland besitzen immer zumindest einige ganzrandige Blättchen.
Die Blütezeit erstreckt sich von Ende Juni bis Ende Juli. Der rispig zusammengezogene Blütenstand ist kurz verzweigt. Die Blüten sind anfangs nickend, dann aufrecht. Die Perigonblätter sind um 3 mm lang und gelblich. Die Staubblätter sind meist grünlich und überhängend.
Die Nüsschen sind 2 mm lang, eiförmig, kantig gerippt und haben eine pfeilförmige Narbe.

## Ökologie
Die Schmalblättrige Wiesenraute wird hinsichtlich ihrer Lebensform in der Exkursionsflora von Rothmaler zu den Geophyten gestellt, die Datenbank BIOLFLOR von W.Durka ordnet sie den Hemikryptophyten zu.
Die Schmalblättrige Wiesenraute wird von Insekten und durch Wind bestäubt. Die Ausbreitung der Diasporen kann mittels Wind und Wasser erfolgen. Die vegetative Vermehrung wird durch unterirdische Ausläufer sichergestellt.

## Vorkommen
Die Schmalblättrige Wiesenraute ist eine eurasiatisches Florenelement. Sie ist in den meisten Gebieten des kontinentalen Europa verbreitet, im Westen tritt sie dort seltener auf. Zu ihren weiteren Verbreitungsgebieten gehören der Kaukasus, West- und Ostsibirien, die Mongolei, China, Korea und Japan.
Die Schmalblättrige Wiesenraute besiedelt in Mitteleuropa Kalkmagerrasen, gebüschreiche Halbtrockenrasen mit quelligen Stellen und Flachmoore in den Mittelgebirgen mit Kalkstein, im Alpenvorland, in der westlichen und nördlichen Schweiz sowie in Graubünden. Sie fehlt in Oberösterreich, in Österreich findet man sie nur in Gebieten mit Kalkstein. Die Schmalblättrige Wiesenraute ist überall in Mitteleuropa sehr selten.
Die Schmalblättrige Wiesenraute gedeiht am besten auf kalkhaltigen, wechselfeuchten bis wechseltrockenen, stickstoffarmen Lehm-, Löß- oder Torfböden. Sie ist eine Charakterart des Verbands Molinion, kommt aber auch in Gesellschaften der Verbände Mesobromion oder Geranion sanguinei vor.

## Systematik
Die Erstveröffentlichung von Thalictrum simplex erfolgte durch Carl von Linné. Das Artepitheton simplex bedeutet einfach.
Innerhalb der Art Thalictrum simplex sind folgende Unterarten beschrieben:
- Thalictrum simplex subsp. simplex: Bei dieser Unterart sind die Fiederblättchen der oberen Blätter länglich-keilförmig, gelappt oder gezähnt. Die Chromosomenzahl ist 2n = 56.[3]
- Thalictrum simplex subsp. galioides (Nestl.) Borza: Bei dieser Unterart sind die Fiederblättchen der oberen und unteren Blätter ungeteilt schmal-lanzettlich bis fadenförmig und 10- bis 20-mal so lang wie breit. Die Chromosomenzahl ist 2n = 28.[3] Sie kommt in Frankreich, Deutschland, Österreich, Liechtenstein, in der Schweiz, in Italien, Slowenien, Ungarn, Tschechien und in der Slowakei vor.[5]
- Thalictrum simplex subsp. rariflorum (Fr.) Nordh.: Sie kommt in Norwegen, Schweden und in Finnland vor.[5]
- Thalictrum simplex subsp. tenuifolium (Hartm.) Sterner: Sie kommt in Frankreich, Deutschland, Österreich, Italien, Liechtenstein, Kroatien, Slowenien, Polen, in der Slowakei, in der Ukraine und in Schweden vor.[5]
- Die nur in Frankreich vorkommende Thalictrum simplex subsp. gallicum Tutin hat eine eiförmige, schlaffe Blütentraube.
- Thalictrum simplex subsp. bauhinii (Crantz) Tutin: Bei dieser Unterart sind die Fiederblättchen der obersten Blätter nicht keilförmig, lineal-lanzettlich und nicht gelappt sind und die Fiederblättchen der unteren Blätter sind gelappt oder gezähnt.